# Кипенхајм
Кипенхајм (њем. Kippenheim) општина је у њемачкој савезној држави Баден-Виртемберг. Једно је од 51 општинског средишта округа Ортенау. Према процјени из 2010. у општини је живјело 5.094 становника. Посједује регионалну шифру (AGS) 8317059.

## Географски и демографски подаци
Кипенхајм се налази у савезној држави Баден-Виртемберг у округу Ортенау. Општина се налази на надморској висини од 170 метара. Површина општине износи 20,9 km². У самом мјесту је, према процјени из 2010. године, живјело 5.094 становника. Просјечна густина становништва износи 244 становника/km².

## Међународна сарадња
| Мјесто    | Држава    | Врста сарадње | Од    |
| --------- | --------- | ------------- | ----- |
| Герстхајм | Француска | пријатељство  | 2005. |
| Извор     |           |               |       |